# 田中弓貴
田中 弓貴（たなか ゆき、旧姓：菅原、1981年8月19日 - ）は、日本の元女子バレーボール選手。

## 来歴
埼玉県川口市出身。小学校5年生よりバレーボールを始める。春日部共栄高校、久光製薬を経て、2002年、茂原アルカスに移籍。茂原では主にリベロとして活躍した。
2006年、茂原廃部に伴い日立佐和リヴァーレへ移籍。ユーティリティープレイヤーとして活躍したが、2008年、KUROBEアクアフェアリーズに移籍した。
2008年9月、第1回アジアカップ女子大会の全日本代表メンバーにリベロとして招集された。
2009年よりKUROBEアクアフェアリーズの主将を務める。2011/12 Vチャレンジリーグにおいてリーグ3位入賞に貢献し、サーブレシーブ賞のタイトルを獲得した。2012年5月、現役引退が発表された。

## 人物・エピソード
- かつてKUROBEに所属していた、田中三奈未は実妹である。

## 所属チーム
- 大谷東小
- 川口北中
- 春日部共栄高等学校
- 久光製薬鳥栖・久光製薬スプリングアタッカーズ（2000-2002年）
- 茂原アルカス（2002-2006年）
- 日立佐和リヴァーレ（2006-2008年）
- KUROBEアクアフェアリーズ（2008-2012年）

## 球歴
- 全日本代表 - 2008年
- 受賞歴
  - 2012年 - 2011/12 Vチャレンジリーグ サーブレシーブ賞